# Botswana i olympiska sommarspelen 1988
Botswana deltog i de olympiska sommarspelen 1988 med en trupp bestående av åtta deltagare, men ingen av landets deltagare erövrade någon medalj.

## Friidrott
| Friidrottare                                                          | Gren                            | Heat     | Heat      | Kvartsfinal      | Kvartsfinal      | Semifinal        | Semifinal        | Final            | Final            |
| Friidrottare                                                          | Gren                            | Resultat | Placering | Resultat         | Placering        | Resultat         | Placering        | Resultat         | Placering        |
| --------------------------------------------------------------------- | ------------------------------- | -------- | --------- | ---------------- | ---------------- | ---------------- | ---------------- | ---------------- | ---------------- |
| Bigboy Josie Matlapeng                                                | Herrarnas maraton               | N/A      | N/A       | N/A              | N/A              | N/A              | N/A              | 2:20:51          | 34               |
| Joseph Ramotshabi Kebapetse Gaseitsiwe Benny Kgarametso Sunday Maweni | Herrarnas 4 x 400 meter stafett | 3:13,16  | 7         | Gick inte vidare | Gick inte vidare | Gick inte vidare | Gick inte vidare | Gick inte vidare | Gick inte vidare |